# Tiền Hy Tộ
Tiền Hy Tộ (giản thể: 钱熙祚, phồn thể: 錢熙祚)（? - 1844）tự Tích Chi (锡之), một tự khác là Tuyết Chi (雪枝), người Kim Sơn (金山, nay thuộc Thượng Hải, trước thuộc Giang Tô). Ông là nhà tàng thư và khắc thư nổi tiếng thời Thanh.

## Thân thế
Tổ tiên ông từ Chiết Giang (浙江) chuyển đến Phụng Hiền (奉賢), rồi đến Tiền Vu (錢圩) ở Kim Sơn. Từ thời Càn Long (khoảng 1736–1795 dương lịch), dòng họ ông đã bắt đầu khắc sách.
Cha ông là Tiền Thụ Chi (钱树芝), bác là Tiền Thụ Lập (钱树立), đều có sách xuất bản, “giữ vị trí quan trọng trong lịch sử xuất bản Trung Quốc”. Ông có em là Tiền Hy Phụ (钱熙輔).

## Sự nghiệp
Tiền Hy Tộ suốt đời yêu thích sưu tầm bí tịch cổ kim. Ông sinh ra thông minh, giỏi suy nghĩ sâu xa, càng lớn càng chăm học, nghiên cứu sách cổ, lời văn khó hiểu, nghĩa lý sâu xa, dù lớn nhỏ đều nắm rõ như nhìn lửa sáng.
Năm Đạo Quang thứ 17 (1837 dương lịch), ông xây dựng tông miếu, phía sau dựng “Thủ Sơn Các” (守山閣) để tàng thư, lại mời các danh sĩ như Cố Quang Quang (顾观光), Lý Trường Linh (李长齡), Trương Văn Hổ (张文虎), Tiền Hy Thái (钱熙泰) đến sao chép sách. Mỗi ngày hiệu đính hơn 80 loại, sao chép hơn 400 quyển. Ông ừng cho rằng bản “Mặc Hải Kim Hồ” (墨海金壶) của họ Trương ở Chiêu Văn (昭文张氏) có chỗ chưa đúng, lại bị hư hại, nên quyết định biên tập lại. Ông đem toàn bộ sách mình có, tập hợp các ông Trương Văn Hổ (张文虎), Cố Quang Quang (顾观光) cùng bàn bạc chọn lọc, phân biệt thật giả, đối chiếu với bản Văn Uyên Các (文渊阁), nhiều lần hiệu đính, có khi ghi chú bằng lời, có khi viết phiếu riêng, cách chọn tài liệu và phân loại phần nào theo lối của Trương. Trải qua mấy chục mùa đông hè, biên thành bộ “Thủ Sơn Các Tùng Thư” (守山阁丛书) gồm 110 loại, 652 quyển.
Ông lại đem 28 loại sách trong “Mặc Hải Kim Hồ” (墨海金壶) chưa được thu vào tùng thư, biên thành “Châu Tùng Biệt Lục” (珠丛别录), gồm 82 quyển.
Ông lại theo lối của họ Bào trong “Tri Bất Túc Trai Tùng Thư” (知不足斋丛书), biên thành các tập nhỏ, lấy lời trong “Bảo Phác Tử” (抱朴子) đặt tên là “Chỉ Hải” (指海), cũng lần lượt khắc thành 12 tập.
Năm Đạo Quang thứ 23 (1843 dương lịch), vùng Nam Hương bị hạn lớn, sông ngòi gần như cạn kiệt, ông ra sức lo liệu việc cày cấy, khai thông kho dự trữ, dân nhờ đó không bị đói. Huyện vốn đất xấu dân nghèo, người sống không nuôi nổi, người chết không có gì để khâm liệm, ông lại một mình lập hai nơi công cộng: một gọi là “Dữ Thiện” (与善), một gọi là “Tiếp Anh” (接婴); cấp ruộng một số để cứu trợ người sống, tiễn đưa người chết không còn tiếc nuối.
Ngoài ra, những việc như xây cầu, mở đường, đắp suối, dựng đình trạm, hễ việc nào có lợi cho dân chúng, ông đều tiên phong khởi xướng, quy hoạch chu đáo. Còn những việc thờ cúng thần đất thần gỗ mê tín thì ông kiên quyết bài trừ.
Năm Đạo Quang thứ 24 (1844 dương lịch), ông được tuyển làm thông phán, đến kinh sư thì mắc bệnh, mất tại thư trai nơi ở.
Bộ sách Thủ Sơn Các Tùng Thư của ông có chép lại sách Đại Việt sử lược của tác giả cuối đời Trần. Hy Tộ đã biên tập lại và đổi tên sách thành Việt sử lược.